# Dipartimento di Biankouma
Il dipartimento di Biankouma è un dipartimento della Costa d'Avorio situato nella regione di Tonkpi, distretto di Montagnes.
La popolazione censita nel 2014 era pari a 154.300 abitanti. 
Il dipartimento è suddiviso nelle sottoprefetture di Biankouma, Blapleu, Gbangbégouiné, Gbonné, Gouiné, Kpata e Santa.